# KV Racing Technology

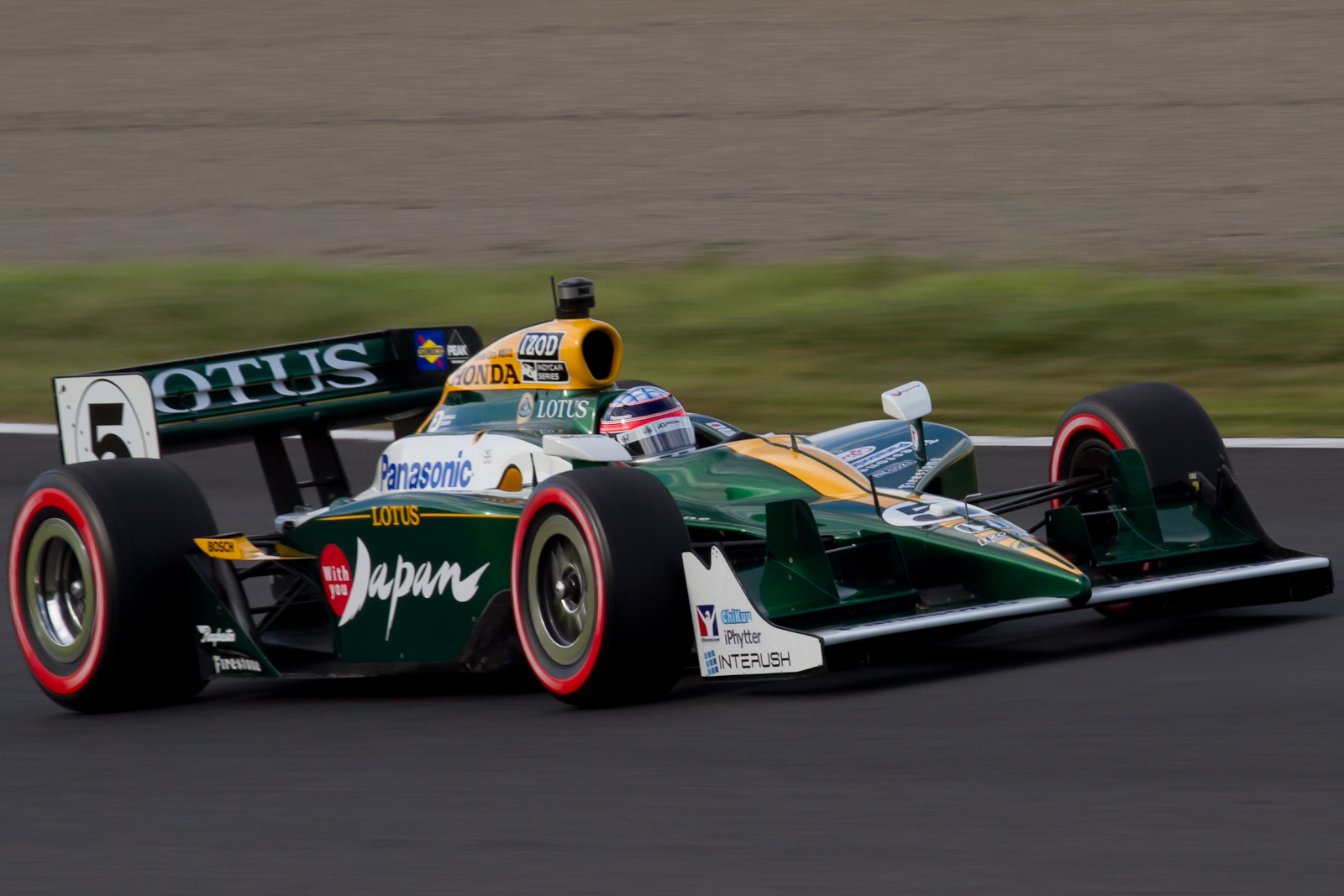
Carro da KV Racing na IndyCar Series de 2011.

KV Racing Technology foi uma equipe de automobilismo nascida como PK Racing em 2003. No ano seguinte passou a se denominar PKV Racing com a entrada de Jimmy Vasser como sócio do time que ainda disputava o campeonato pela Champ Car World Series, tendo alterado seu nome novamente em 2008 para KV Racing quando migrou para a IRL.
Em 2011 contou com #82Tony Kanaan, #5 Takuma Sato e #59 Ernesto Viso para a temporada. Além da novidade no cockpit, a equipe apresenta a dona de seus novos propulsores: Chevrolet IndyCar V-6.
No dia 1 de março, durante entrevista coletiva de imprensa em São Paulo, o piloto brasileiro Rubens Barrichello anunciou oficialmente seu ingresso na equipe.
Sua última temporada foi em 2016 sendo que no início de 2017 anunciou o encerramento das atividades e venda de seus equipamentos.

## Pilotos
| Temporada     | Nome        | Chassis | Motor     | Pneus | Pilotos                                                           | Classificação |
| ------------- | ----------- | ------- | --------- | ----- | ----------------------------------------------------------------- | ------------- |
| 2016 Detalhes | KVSH Racing | Dallara | Chevrolet | F     | Sébastien Bourdais Stefan Wilson                                  |               |
| 2015 Detalhes | KV Racing   | Dallara | Chevrolet | F     | Stefano Coletti Sébastien Bourdais                                |               |
| 2014 Detalhes | KV Racing   | Dallara | Chevrolet | F     | Townsend Bell Sébastien Bourdais Sebastián Saavedra James Davison |               |
| 2013 Detalhes | KV Racing   | Dallara | Chevrolet | F     | Tony Kanaan Simona de Silvestro                                   |               |
| 2012 Detalhes | KV Racing   | Dallara | Chevrolet | F     | Ernesto Viso Tony Kanaan Rubens Barrichello                       |               |
| 2011 Detalhes | KV Racing   | Dallara | Honda     | F     | Takuma Sato Ernesto Viso Tony Kanaan                              |               |
| 2010 Detalhes | KV Racing   | Dallara | Honda     | F     | Takuma Sato Ernesto Viso Mario Moraes Paul Tracy                  |               |
| 2009 Detalhes | KV Racing   | Dallara | Honda     | F     | Mario Moraes Paul Tracy                                           |               |
| 2008 Detalhes | KV Racing   | Dallara | Honda     | F     | Oriol Servià Will Power                                           |               |
| 2007 Detalhes | PKV Racing  | Panoz   | Cosworth  | B     | Neel Jani Tristan Gommendy Mario Dominguez Oriol Servià           |               |
| 2006 Detalhes | PKV Racing  | Lola    | Cosworth  | B     | Oriol Servia Katherine Legge Jimmy Vasser                         |               |
| 2005 Detalhes | PKV Racing  | Lola    | Cosworth  | B     | Cristiano da Matta Jimmy Vasser Jorge Goeters                     |               |
| 2004 Detalhes | PKV Racing  | Lola    | Cosworth  | B     | Jimmy Vasser Roberto González                                     |               |
| 2003 Detalhes | PK Racing   | Lola    | Cosworth  | B     | Patrick Lemarié Max Papis Mika Salo Bryan Herta                   |               |